# Улрих VI фон Хелфенщайн
Улрих VI фон Хелфенщайн-Визенщайг (на немски: Ulrich VI von Helfenstein-Wiesensteig; * ок. 1314, Визенщайг; † 7 април 1372, убит) е граф на Хелфенщайн (1340 – 1355) и граф на Визенщайг (1356 – 1372).

## Произход
Той е син на граф Йохан I фон Хелфенщайн († 1331) и съпругата му Аделхайд фон Хоенлое-Вайкерсхайм († 1356), дъщеря на граф Конрад фон Хоенлое-Вайкерсхайм († 1329/1330). Сестра му Катарина фон Хелфенщайн († сл. 1387) е омъжена между 1348 и 1350 г. за граф Улрих IV фон Вюртемберг († 1366).
Улрих VI фон Хелфенщайн-Визенщайг е убит на 7 април 1372 г.

## Фамилия
Улрих VI фон Хелфенщайн-Визенщайг се жени пр. 26 април 1352 г. в Босна за Мария Котроманич от Босна (* 1333?; † 27 април 1403), сестра на крал Стефан Дабиша (упр. 1391 – 1395), дъщеря на Нинослав Котроманич от Босна (* ок. 1300). Те имат децата:
- Конрад I фон Хелфенщайн-Визенщайг († 1402), граф на Хелфенщайн, свещеник в Констанц
- Фридрих I фон Хелфенщайн († 20 август 1438), граф на Хелфенщайн, женен 1405 г. за графиня Агнес фон Вайнсберг († 1474)
- Улрих VIII фон Хелфенщайн-Визенщайг († сл. 1375), граф на Хелфенщайн, свещеник в Констанц и Страсбург
- Лудвиг фон Хелфенщайн († 1391), архиепископ на Калокца
- Агнес фон Хелфенщайн († 1386), омъжена пр. 25 февруари 1370 г. за граф Хайнрих VI фон Верденберг-Албек († 1388)
- Мария фон Хелфенщайн
- Вилхелм фон Хелфенщайнн († сл. 1375), свещеник в Аугсбург
- Ханс II фон Хелфенщайн († сл. 1411), женен за Агнес Гюс фон Гюсенберг, свещеник в Страсбург
- Беатрикс фон Хелфенщайн (* ок. 1365 в Швабия; († сл. 1387 – 1388), омъжена на 15 декември 1374 г. за граф Лудвиг XII фон Йотинген († 1440)